# Guillermo Rawson

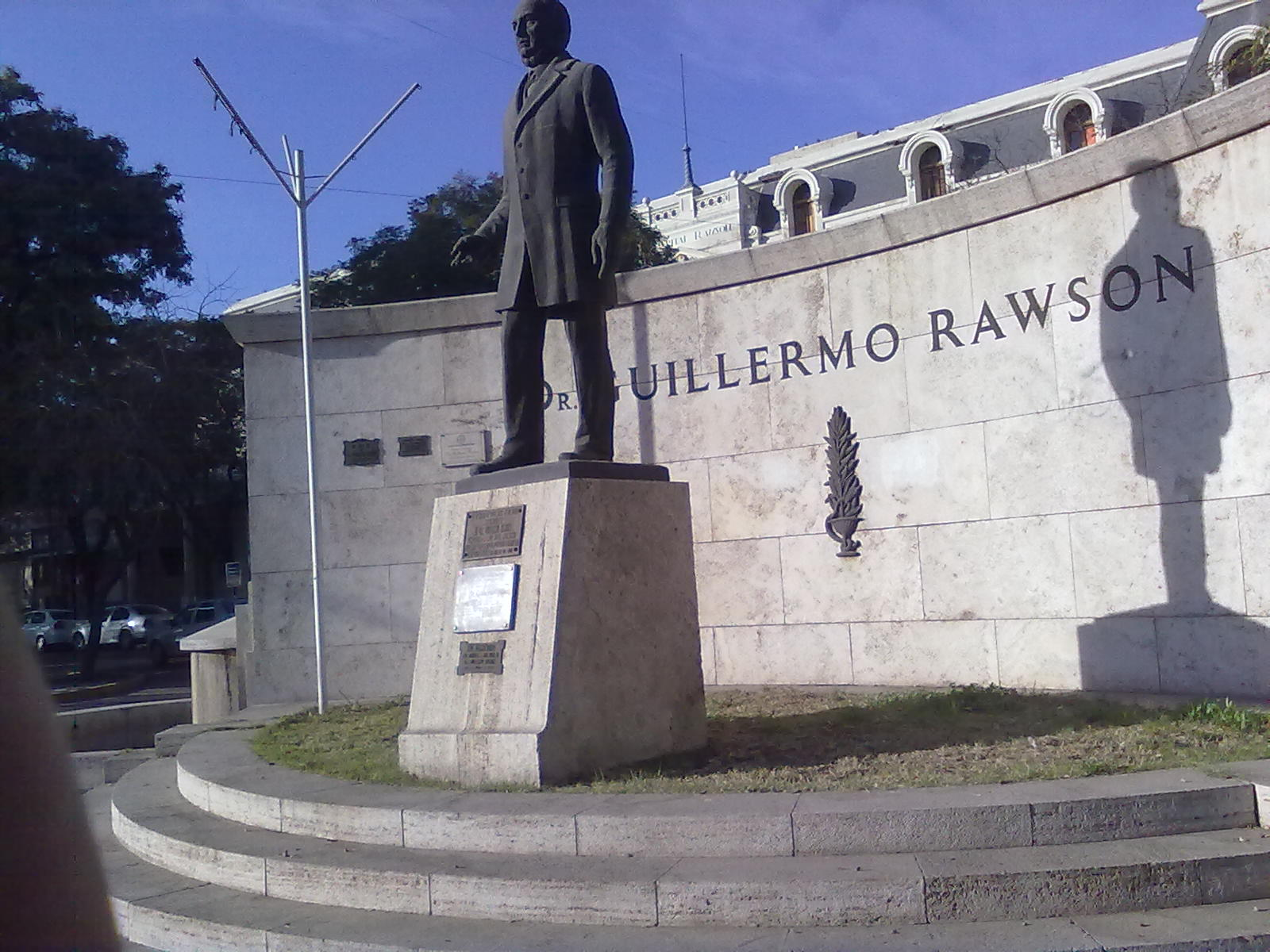
Monumento a Rawson em San Juan

Guillermo Colesbery Rawson Rojo (San Juan, Províncias Unidas do Río de la Plata, 24 de junho de 1821 - Paris, França, 2 de fevereiro de 1890) foi médico, higienista e político argentino, que atuou como Ministro do Interior durante a presidência de Bartolomé Mitre, entre 1862 e 1868. Além disso, promoveu a criação da Cruz Vermelha Argentina junto Toribio Ayerza em junho de 1880.
Filho de um médico americano, Rawson completou seus estudos primários em sua cidade natal. Mudou-se para Buenos Aires para completar seus estudos secundários e depois obteve um doutorado em medicina. Voltou a San Juan e se opôs ao governador Nazario Benavídez, que ordenou sua prisão em 1853. Depois de solto, foi eleito deputado ao Congresso Nacional, que aconteceu no Paraná; ali se opôs a Justo José de Urquiza.